# Pseudoxenodontinae
Pseudoxenodontinae is een onderfamilie van de familie toornslangachtigen (Colubridae).

## Naam en indeling
De wetenschappelijke naam van de groep werd voor het eerst voorgesteld door Samuel Booker McDowell in 1987. Er zijn tien verschillende soorten die in twee geslachten worden verdeeld. 

## Verspreidingsgebied
De soorten komen voor in delen van Azië en leven in de landen India, Nepal, Myanmar, Thailand, Maleisië, Vietnam, Laos, Bhutan, China, Taiwan en Indonesië, mogelijk in India.

## Geslachten
De onderfamilie omvat de volgende geslachten, met de auteur en het verspreidingsgebied. Zie de lijst van Pseudoxenodontinae voor een lijst van alle soorten.
| Naam          | Auteur          | Soorten | Verspreidingsgebied                                                                                |
| ------------- | --------------- | ------- | -------------------------------------------------------------------------------------------------- |
| Plagiopholis  | Boulenger, 1890 | 4       | Azië; Thailand, Myanmar, China, Vietnam en Laos, mogelijk in India                                 |
| Pseudoxenodon | Boulenger, 1890 | 6       | Azië; India, Nepal, Myanmar, Thailand, Maleisië, Vietnam, Laos, Bhutan, China, Taiwan en Indonesië |